# Mi (film)
A Mi (eredeti cím: Us) 2019-ben bemutatott amerikai horrorfilm, melyet Jordan Peele írt és rendezett. A főszerepet Lupita Nyong’o, Winston Duke, Elisabeth Moss és Tim Heidecker alakítja.
A Mi világpremierje a South by Southwest filmfesztiválon volt 2019. március 8-án. A mozik az Amerikai Egyesült Államokban 2019. március 22-én, az Universal Pictures jóvoltából, Magyarországon egy nappal hamarabb, 2019. március 21-én mutatták be az UIP-Dunafilm forgalmazásában.
A film általánosságban pozitív értékeléseket kapott a kritikusoktól, valamint anyagi szempontból is sikeresen teljesített; világszerte több, mint 255 millió dolláros bevételt termelt, amely a 20 milliós költségvetésével szemben jó eredménynek számít, emellett sokan dicsérték Peele forgatókönyvét és rendezését, valamint a zeneválasztást és Nyong’o filmbéli alakítását. A Metacritic oldalán a film értékelése 81% a 100-ból, ami 56 véleményen alapul. A Rotten Tomatoeson a Mi 93%-os minősítést kapott, 529 értékelés alapján.
A projektet 2018 februárjában jelentették be, a szereplők nagy része pedig a következő hónapokban csatlakozott a filmhez. Peele, Jason Blum és Sean McKittrick mellett készítette (a trió már korábban együtt dolgozott a Tűnj el! és a Csuklyások – BlacKkKlansman című filmeken) a filmet. A filmkészítésre 2018. július és október között került sor Kaliforniában, főként Los Angelesben, Pasadenában és Santa Cruzban.

## Rövid történet
Egy család nyugodt tengerparti nyaralása káoszba fordul, amikor hasonmásaik megjelennek és terrorizálni kezdik őket.

## Cselekmény
1986-ban egy fiatal lány, Adelaide Thomas és szülei Santa Cruzba utaznak nyaralni. A Santa Cruz-tengerparti sétányon a kislány eltávolodik szüleitől és egy vidámparkba jut, ahol a tükrök termében találkozik saját démoni alteregójával.
Napjainkban, a mostanra felnőtté vált Adelaide-et gyakran kísérti gyermekkori emlékei. Hamarosan nyaralni indul férjével, Gabe Wilsonnal és gyermekeikkel, Zorával és Jasonnal. Az utazásuk alatt a nő egyre nyugtalanabbá válik, Gabe viszont azon van, hogy eloszlassa kételyeit és lenyűgözzék gazdag barátaikat, Josh és Kitty Tylert. A tengerparton Jason észrevesz egy kinyújtott karokkal egyhelyben álló férfit, akinek az egyik kezéből vér csepeg.
Még aznap este egy négyfős, piros ruhát viselő család jelenik meg Wilsonék kocsibehajtójánál. Berontanak a házba, és megtámadják őket. A betolakodókról kiderül, hogy Wilsonék hasonmásai; Pluto (Jason alakmása, vadonélő kutyához hasonlóan, négykézláb mozog és morogva kommunikál ), Umbrae (Zora másodlata, folyamatosan gonoszul mosolyog), Abraham (Gabe mása, csak értelmetlen nyögéseket hallat) és Red (Adelaide szakasztott mása, nehézkes és rekedt hangon beszél). Mivel Red az egyetlen közülük, aki viszonylag értelmesen tud beszélni, elmagyarázza a családnak, hogy az általuk „elhajtazásnak” nevezett célból érkeztek; a hasonmások megosztoznak egymás lelkén, ha azonban az egyik csoport végez a másikkal, felszabadulnak. Emellett megoszt a családdal egy történetet egy boldog lányról és "árnyékáról", aki a lánnyal ellentétben nehéz és gyötrelmes életet élt.
A családtagok kénytelenek szétválni: Red odabilincseli Adelaide-ot az asztal lábához, Umbrae üldözni kezdi Zorát, Abraham Gabe után ered, Plutot pedig felküldik az emeletre "játszani" Jasonnal. Zorának sikerül maga mögött hagynia Umbraet, Gabe a hajó propellerével végez Abrahammal, míg Jason rájön, hogy Pluto utánozza minden mozdulatát, ezt kihasználva pedig bezárja őt a szekrénybe. Az Adelaidere felügyelő Red Pluto kiáltásait hallva magára hagyja a nőt, aki ezt kihasználva kiszabadítja magát. A család ismét egyesül és elmenekül a hajóval.
Eközben a Tyler családot meggyilkolják saját hasonmásaik. Wilsonék megérkeznek a házukhoz, és kénytelenek végezni Tylerék másolataival. A TV-t bekapcsolva felfedezik, hogy Egyesült Államokban számos ember esett saját hasonmása áldozatául.. A család Tylerék autójával hagyja el a házat, ám Umbrae rájuk támad. Zora teljes gázzal elüti, amelynek köszönhetően a teremtmény hanyatt repül, és felnyársalja egy faág.
A Santa Cruz-i sétányon Wilsonék újabb akadállyal szembesülnek: saját autójuk égő roncsaival. Pluto csapdát állítva számukra, benzint öntött ki az útra, amit meg akar gyújtani, hogy az autó felrobbanjon. Azonban Jason, emlékezve arra, hogy Pluto utánozza mozdulatait, eléri, hogy a hasonmás a lángok közé sétáljon. A felbukkanó Red azonban elrabolja őt. Amíg a sebesült Gabe az autónál marad Zorával, Adelaide visszatér a vidámparkba, és egy titkos alagutat talál a tükrök termében. Egy nyulakkal teli, föld alatti létesítménybe jut, ahol az egyik teremben találkozik Reddel.
Red elmagyarázza, hogy a hasonmásokat a kormány hozta létre, azzal a céllal, hogy irányíthassák a fenti világban élő megfelelőiket. Ám mikor a kísérlet kudarcba fulladt, a hasonmások nemzedékeken át magukra maradtak a föld alatt, céltalanul másolva alteregóik tetteit. Red azonban a hasonmások élére állt, kivezetve őket a létesítményből, hogy bosszút állhassanak.
Red és Adelaide megküzdenek egymással, de Red Adelaide összes támadását hárítja. Red végezne vele, ám Adelaide keresztüldöfi egy piszkavassal és eltöri a nyakát. Ezt követően kiszabadítja Jasont, akit a hasonmás egy szekrénybe zárt.
Adelaide és a család egy mentőautóval mennek tovább. A nő felidézi magában a gyermekkori emléket a hasonmással való találkozásáról a tükörteremben. Kiderül, hogy az alteregó a föld alá hurcolta és megláncolta a kislányt, majd átvette annak helyét a fenti világban: tehát akit a néző Adelaide-ként ismert meg, valójában Red, a hasonmás pedig nem más, mint a valódi Adelaide.
Jason gyanakvóan tekint anyjára, aki bizonytalanul rámosolyog. Az utolsó jelenet megmutatja, hogy amerre a szem ellát, hasonmások fogják egymás kezét, élőláncot alkotva.

## Szereplők
| Valós szerep                      | Démoni szerep     | Színész               | Magyar hang     |
| --------------------------------- | ----------------- | --------------------- | --------------- |
| Adelaide Wilson (Thomas)          | Red               | Lupita Nyong’o        | Pálmai Anna     |
| Gabriel "Gabe" Wilson             | Abraham           | Winston Duke          | Fekete Ernő     |
| Zora Wilson                       | Umbrae            | Shahadi Wright Joseph | Koller Virág    |
| Jason Wilson                      | Pluto             | Evan Alex             | Sándor Barnabás |
| Kitty Tyler                       | Dahlia            | Elisabeth Moss        | Ruttkay Laura   |
| Josh Tyler                        | Tex               | Tim Heidecker         | Zöld Csaba      |
| Russel Thomas                     | Weyland           | Yahya Abdul-Mateen II | Varga Rókus     |
| Rayne Thomas                      | Eartha            | Anna Diop             | Pap Kati        |
| Becca Tyler                       | Io                | Cali Sheldon          | Laudon Andrea   |
| Lindsey Tyler                     | Nix               | Noelle Sheldon        | Pekár Adrienn   |
| Adelaide gyerekként               | Red gyerekként    | Madison Curry         | Kobela Kíra     |
| Adelaide tinédzserként            | Red tinédzserként | Ashley McKoy          | Bárány Virág    |
| Danny                             | Tony              | Duke Nicholson        | Baráth István   |
| Dr. Foster                        | Amethyst          | Napiera Groves        | Czirják Csilla  |
| Nancy                             | Syd               | Kara Hayward          |                 |
| Glen                              | Jack              | Nathan Harrington     |                 |
| Troy                              | Brand             | Dustin Ybarra         |                 |
| Ferdie                            | Jeremiah          | Alan Frazier          |                 |
| Don                               | Joseph            | Lon Gowan             |                 |
| Haldokló nyúl / Mókaház narrátora | N/A               | Jordan Peele          |                 |